# Schweizer Nordische Skimeisterschaften 1988
Die Schweizer Nordischen Skimeisterschaften 1988 fanden vom 22. Januar 1988 bis zum 31. Januar 1988 in Sparenmoos und Gstaad statt. Ausgetragen wurden im Skilanglauf bei den Männern die Distanzen 15 km, 30 km und 50 km, sowie die 4 × 10 km Staffel. Bei den Frauen fanden die Distanzen 5 km, 10 km und 20 km, sowie die 4 × 5 km Staffel statt. Erfolgreichster Skilangläufer war Andy Grünenfelder, der über 15 km und 50 km gewann und mit der Staffel von Alpina St. Moritz. Bei den Frauen siegte Evi Kratzer über 5 km und 20 km sowie mit der Staffel von Alpina St. Moritz. Das Skispringen gewann Christian Hauswirth und die Nordische Kombination Andreas Schaad.

## Skilanglauf

### Männer

#### 50 km Freistil
| Platz | Name              | Verein            | Zeit (std) |
| ----- | ----------------- | ----------------- | ---------- |
| 01    | Andy Grünenfelder | Alpina St. Moritz | 2:23:30,2  |
| 02    | Giachem Guidon    | Alpina St. Moritz | 2:27:25,7  |
| 03    | Battista Bovisi   | SC Davos          | 2:27:25,7  |
| 04    | Markus König      | Augst             | 2:29:11,0  |
| 05    | Edgar Steinauer   | SC Einsiedeln     | 2:33:10,2  |
| 06    | Kurt Ehrensperger | SC Davos          | 2:33:14,5  |
| 07    | Hanno Vontobel    | SC Am Bachtel     | 2:34:45,1  |
| 08    | Hanspeter Furger  | Amsteg            | 2:35:50,1  |
| 09    | Andreas Godly     | Alpina St. Moritz | 2:36:11,1  |
| 10    | Toni Aellig       | SC Frutigen       | 2:36:37,4  |

Datum: Freitag, 22. Januar 1988 in Sparenmoos

Zum Auftakt dieser Meisterschaften holte der Topfavorit Andy Grünenfelder seinen 12. Einzeltitel und gewann das Rennen mit drei Minuten und 55 Sekunden Vorsprung auf Giachem Guidon und Battista Bovisi. Am Start fehlte Konrad Hallenbarter, da er beim zwei Tage später stattfindenden Dolomitenlauf teilnahm.

#### 30 km klassisch
| Platz | Name               | Verein                   | Zeit (std) |
| ----- | ------------------ | ------------------------ | ---------- |
| 01    | Jürg Capol         | Alpina St. Moritz        | 1:21:45,3  |
| 02    | Giachem Guidon     | Alpina St. Moritz        | 1:22:21,0  |
| 03    | Jeremias Wigger    | SC Entlebuch             | 1:24:43,7  |
| 04    | Werner Collenberg  | Alpina St. Moritz        | 1:25:31,7  |
| 05    | André Rey          | Grenzwachtkorps Ulrichen | 1:25:45,2  |
| 06    | Daniel Hediger     | SC Bex                   | 1:26:33,2  |
| 07    | Erwin Lauber       | SC Marbach               | 1:26:33,9  |
| 08    | Hans Diethelm      | Galgenen                 | 1:27:10,6  |
| 09    | Edgar Steinauer    | SC Einsiedeln            | 1:27:42,1  |
| 10    | Laurent Perruchoud | Vercorin                 | 1:28:02,1  |

Datum: Mittwoch, 27. Januar 1988 in Sparenmoos

In Abwesenheit von Andy Grünenfelder gewann der 23-jährige Jürg Capol überraschend vor den Topfavoriten Giachem Guidon und Jeremias Wigger, der damit seinen ersten Meistertitel gewann.

#### 15 km klassisch
| Platz | Name               | Verein            | Zeit (min) |
| ----- | ------------------ | ----------------- | ---------- |
| 01    | Andy Grünenfelder  | Alpina St. Moritz | 43:22,1    |
| 02    | Giachem Guidon     | Alpina St. Moritz | 43:41,1    |
| 03    | Jürg Capol         | Alpina St. Moritz | 44:07,8    |
| 04    | Jeremias Wigger    | Entlebuch         | 45:27,8    |
| 05    | Hans-Luzi Kindschi | SC Davos          | 45:32,6    |
| 06    | Markus König       | Augst             | 45:59,9    |
| 07    | Werner Collenberg  | Alpina St. Moritz | 46:03,1    |
| 08    | Daniel Hediger     | SC Bex            | 46:20,1    |
| 09    | Jacques Niquille   | Zuoz              | 46:20,1    |
| 10    | Chris Heberle      | Australien        | 46:30,4    |

Datum: Samstag, 30. Januar 1988 in Sparenmoos

Andy Grünenfelder gewann damit zum fünften Mal den Meistertitel über diese Distanz vor Giachem Guidon, der zum dritten Mal den zweiten Platz bei diesen Meisterschaften belegte.

#### 4 × 10 km Staffel
| Platz | Namen                                                           | Verein            | Zeit (std) |
| ----- | --------------------------------------------------------------- | ----------------- | ---------- |
| 01    | Werner Collenberg Giachem Guidon Andy Grünenfelder Jürg Capol   | Alpina St. Moritz | 2:02:04,9  |
| 02    | Beat Nussbaumer Emanuel Buchs Steve Maillardet André Rey        | Grenzwachtkorps   | 2:06:34,8  |
| 03    | Hanspeter Furger Joos Ambühl Battista Bovisi Hans-Luzi Kindschi | SC Davos          | 2:47:03,9  |

Datum: Sonntag, 31. Januar 1988 in Sparenmoos

### Frauen

#### 5 km klassisch
| Platz | Name                    | Verein                | Zeit (min) |
| ----- | ----------------------- | --------------------- | ---------- |
| 01    | Pirkko Määttä           | Finnland              | 15:25,9    |
| 02    | Evi Kratzer             | Alpina St. Moritz     | 15:38,7    |
| 03    | Eija Hyytiäinen         | Finnland              | 15:54,8    |
| 04    | Tuulikki Pyykkönen      | Finnland              | 15:57,7    |
| 05    | Christine Gilli-Brügger | Alpina St. Moritz     | 16:10,6    |
| 06    | Karin Thomas            | SC Bernina Pontresina | 16:26,4    |
| 07    | Sylvia Honegger         | SC Am Bachtel         | 16:45,6    |
| 08    | Sandra Parpan           | Lenzerheide           | 16:50,1    |
| 09    | Nicole Zbinden          | Biel                  | 16:50,5    |
| 010   | Marianne Irniger        | Urnäsch               | 16:59,7    |

Datum: Samstag, 23. Januar 1988 in Sparenmoos

Beim ersten Frauenrennen bei diesen Meisterschaften gewann Evi Kratzer ihren 18. Einzeltitel. Die siebtplatzierte Sylvia Honegger gewann den Juniorentitel. Die finnischen Starterinnen wurden für diese Meisterschaft nicht gewertet.

#### 10 km klassisch
| Platz | Name                    | Verein                | Zeit (min) |
| ----- | ----------------------- | --------------------- | ---------- |
| 01    | Christine Gilli-Brügger | Alpina St. Moritz     | 29:36,8    |
| 02    | Evi Kratzer             | Alpina St. Moritz     | 29:43,4    |
| 03    | Nicole Zbinden          | Biel                  | 31:21,9    |
| 04    | Sandra Parpan           | Lenzerheide           | 31:31,2    |
| 05    | Marianne Irniger        | Urnäsch               | 32:18,4    |
| 06    | Barbara Mettler         | Schwellbrunn          | 32:42,5    |
| 07    | Elisabeth Glanzmann     | SC Marbach            | 32:49,0    |
| 08    | Natascia Leonardi       | Airolo                | 33:00,2    |
| 09    | Franziska Ogi           | SC Am Bachtel         | 33:03,4    |
| 010   | Karin Briggen           | SC Bernina Pontresina | 33:06,9    |

Datum: Mittwoch, 27. Januar 1988 in Sparenmoos

Die 32-jährige Christine Gilli-Brügger gewann mit 6,6 Sekunden Vorsprung vor der Vorjahressiegerin Evi Kratzer und der 19-jährigen Nicole Zbinden und holte damit nach 1984 über 5 km ihren zweiten Einzeltitel.

#### 20 km Freistil
| Platz | Name                    | Verein                | Zeit (std) |
| ----- | ----------------------- | --------------------- | ---------- |
| 01    | Evi Kratzer             | Alpina St. Moritz     | 1:04:15,8  |
| 02    | Christine Gilli-Brügger | Alpina St. Moritz     | 1:04:19,1  |
| 03    | Karin Thomas            | SC Bernina Pontresina | 1:04:46,7  |
| 04    | Sandra Parpan           | Lenzerheide           | 1:07:13,2  |
| 05    | Elisabeth Glanzmann     | SC Marbach            | 1:07:34,7  |
| 06    | Marianne Irniger        | Urnäsch               | 1:07:49,5  |
| 07    | Natascia Leonardi       | Airolo                | 1:09:13,3  |
| 08    | Jolanda Dinkel          | SC Horw               | 1:10:56,3  |
| 09    | Sylvia Baumann          | SC Davos              | 1:10:57,5  |
| 010   | Catherine Lanz          | Riehen                | 1:11:56,3  |

Datum: Samstag, 30. Januar 1988 in Sparenmoos

#### 3 × 5 km Staffel
| Platz | Namen                                               | Verein                      | Zeit (min) |
| ----- | --------------------------------------------------- | --------------------------- | ---------- |
| 01    | Karin Knecht Christine Gilli-Brügger Evi Kratzer    | Alpina St. Moritz           | 43:45,0    |
| 02    | Franziska Ogi Susanne Manser Sylvia Honegger        | SC Am Bachtel               | 45:02,0    |
| 03    | Elisabeth Glanzmann Rosmarie Mettler Jolanda Dinkel | Zentralschweizer Skiverband | 45:12,1    |

Datum: Sonntag, 24. Januar 1988 in Sparenmoos

## Nordische Kombination

### Einzel
| Platz | Name             | Ort           | Gesamtpunkte |
| ----- | ---------------- | ------------- | ------------ |
| 01    | Andreas Schaad   | SC Einsiedeln | 433,68       |
| 02    | Hippolyt Kempf   | SC Horw       | 429,70       |
| 03    | Stefan Späni     | Winterthur    | 383,08       |
| 04    | Peter Rickenbach | Rigi          | 378,68       |
| 05    | Fredy Glanzmann  | SC Marbach    | 359,99       |
| 06    | Hans Zihlmann    | Schüpfheim    | 359,93       |

Datum: Samstag, 30. Januar und Sonntag, 31. Januar 1988 in Gstaad

Der Einsiedelner Andreas Schaad gewann nach 1986 seinen zweiten Titel vor den Vorjahressieger Hippolyt Kempf und Stefan Späni.

## Skispringen

### Normalschanze
| Platz | Name                | Verein          | Weite 1 | Weite 2 | Punkte |
| ----- | ------------------- | --------------- | ------- | ------- | ------ |
| 01    | Christian Hauswirth | Saanen          | 90,5 m  | 87,5 m  | 230,7  |
| 02    | Fabrice Piazzini    | Le Sentier      | 87,0 m  | 84,0 m  | 214,5  |
| 03    | Christoph Lehmann   | Ski-Club Gstaad | 86,0 m  | 84,0 m  | 207,9  |
| 04    | Gérard Balanche     | Le Locle        | 86,0 m  | 83,5 m  | 206,1  |
| 05    | Bruno Romang        | Ski-Club Gstaad | 85,5 m  | 78,0 m  | 201,8  |
| 06    | Patrick Lüdi        | Neuenburg       | 83,0 m  | 78,0 m  | 194,0  |
| 07    | Thomas Kindlimann   | Wernetshausen   | 78,0 m  | 82,5 m  | 188,2  |
| 08    | Markus Gähler       | Lutzenberg      | 82,5 m  | 77,0 m  | 185,6  |
| 09    | Stephan Rochat      | Ecublens        | 78,5 m  | 78,5 m  | 184,1  |
| 010   | Benz Hauswirth      | Ski-Club Gstaad | 79,0 m  | 74,0 m  | 176,2  |

Datum: Sonntag, 31. Januar 1988 in Gstaad

Christian Hauswirth gewann mit Weiten von 90,5 m und 87,5 m vor Fabrice Piazzini und Christoph Lehmann und sprang dabei im ersten Durchgang Schanzenrekord. Der Vorjahressieger Gérard Balanche wurde Vierter.